# 英宗 (明)
英宗（えいそう）は、明の第6代、第8代皇帝。諱は祁鎮(きちん)。明の皇帝は一世一元の制があるため、日本では元号を冠して呼ぶのが習いであるが（永楽帝など）、英宗は第6代と第8代の重祚を行い、元号を2つ使ったため廟号で英宗と称されることが多い。ただし、元号を用いて正統帝、天順帝と呼ぶ場合もある。土木の変でモンゴルの捕虜となった。中国統一王朝の皇帝の中で唯一、野戦で捕虜となった皇帝である。

## 生涯

### 皇帝即位

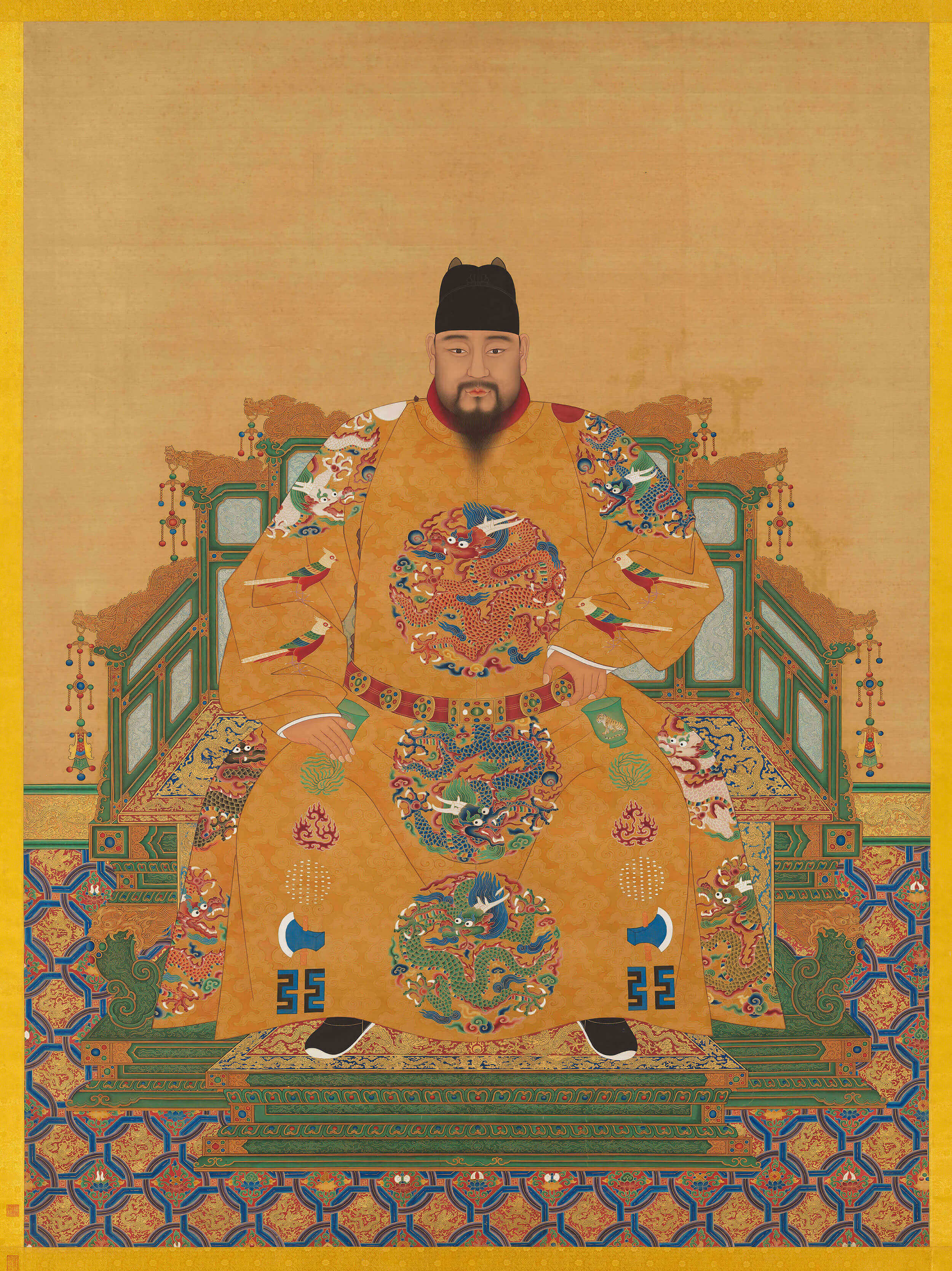
明英宗朝服像

第5代皇帝の宣宗宣徳帝の長男として生まれる。宣徳3年（1428年）に皇太子に冊立された。
宣徳10年（1435年）、父帝の死去により9歳で皇帝に即位する。治世初期は太皇太后（祖父の洪熙帝の皇后）張氏や、父帝の遺臣であり一般に三楊と称される楊士奇らの有能な官僚の輔政により政局は安定したが、成人した頃には彼らが死去したり隠退したりしたため、皇帝の家庭教師であった宦官の王振の専横を許すことになった。王振は蓄財を目的に自宮（自ら去勢）して宦官となった人物であり、政治に対する理念に乏しく、権勢と蓄財に邁進する性格であった。この王振の専横により国政は弛緩し、国内では社会不安が高まって思任発や鄧茂七らの反乱が勃発し、明朝の混乱に乗じ北方のオイラトはしばしば長城を越えて侵入して来た。

### 土木の変
この時期のオイラトは、エセンが出現したことで分裂していた部族を統合し強大な国家へ成長していた。一方の大明帝国は英宗の統治に因って政治行政の腐敗と軍紀の頽廃が酷い惨状に陥っており農民反乱が頻発していた、侵攻の好機と見たオイラトが有利な条件での朝貢貿易再開を要求するも明朝廷が拒絶したため、エセンは明領での略奪を繰り返した。
正統14年（1449年）、王振はエセン征伐のため英宗に親征を要請、朝廷内の反対を押し切り、行軍の規模を誇示するために、従軍経験の無い大量の文官や権貴子弟も含めた50万の軍勢による北方攻撃に着手した。親征軍が北京を出立し大同まで迷走を続ける間に早くも食糧が不足、大同に到着した時点で再び朝臣は親征中止を進言するが英宗と王振は受け容れず北進を開始する。王振の派遣した分遣隊が各地で続々と壊滅した報告を受け敵軍を恐れて逃走を始める。北京までの行軍中20里先の懐来城への入城を急がず、王振の私物を積んだ輸送車を待つために、諸将の進言を受容れず防壁も井戸も無い土木堡で野営した。エセン率いる軍勢が到着したため親征軍は撤退を中止、その間に周囲の拠点を攻略され親征軍は飲料水の無い状況でオイラト軍の包囲下に置かれた。オイラトへ寝返る部隊まで出たのを機に敵軍が攻撃を開始すると親征軍は壊滅、多数の政府高官が戦死し英宗はオイラトの捕虜となった（土木の変）。
皇帝捕虜の知らせを受けた朝廷では、南京への遷都も検討されていたが、于謙の反対で北京に留まり、皇弟の朱祁鈺が即位した（景泰帝）。于謙は石亨らと協力して、兵力を北京とその周辺地域に集中して軍備を強化し、また災難を引き起こした王振派を粛清して士気を高め、オイラトの攻撃から北京を防衛した。景泰元年（1450年）に両者間で講和が成立し、英宗も明朝に送還されて軟禁され太上皇となった。

### 奪門の変
上皇となった英宗は政治的影響力を失い、事実上の軟禁状態に置かれた。景泰8年（1457年）、景泰帝が病床に就いた際に徐有貞や石亨、曹吉祥らによって政変が発生し復位した。于謙らの重臣を殺害し、景泰帝も同年に死亡（病気が回復した後、公記録が残されない原因により死亡）したことにより復辟（天順）した。

### 復辟後
奪門の変を成功させた石亨と曹吉祥の一派はその後、その功を笠に着て傍若無人に振舞い「曹石」と呼ばれ嫌悪された。後に同じくクーデターを主謀した徐有貞と仲違いし、徐有貞派の讒言により、英宗は天順3年（1459年）に石亨を親族の罪に連座させる形で失脚させ、罪を認めない石亨についても拘留中の拷問により翌年殺害した。曹吉祥の甥の曹欽が天順5年（1461年）にクーデターを起こすが失敗、曹欽は自殺し曹吉祥も死罪とした。
天順8年（1464年）、38歳で死去した。跡を子の朱見深（成化帝）が継いだ。

## 人物
- 阿諛追従する奸臣を多数重用して無辜の功臣を冤罪や感情に任せ多数処刑した。汚職が横行して統治は紊乱し、腐敗した官吏による無法な搾取で農民蜂起が多発した。
- 天順年間、彼は行政に勤勉で、優れた政治家である李賢に大きな信頼を寄せた。
- 建文帝の遺児で、永楽帝に50年以上監禁されていた朱文圭を釈放したこと、崩御時の殉葬を禁止したことなどは評価されている。
- 于謙を処刑した。成化帝の代に于謙の名誉は回復された。

## 宗室
- 正室：銭皇后（孝荘睿皇后）
  - 長女（諸説あり） - 夭折
- 側室：周貴妃（孝粛皇后）
  - 長男：成化帝 朱見深 - 第9代皇帝
  - 次女：重慶公主
  - 六男：崇簡王 朱見沢
- 側室：宸妃万氏
  - 次男：徳荘王 朱見潾
  - 三男：朱見湜
  - 四女：淳安公主
  - 六女：広徳公主 朱延祥
  - 七男：吉簡王 朱見浚
  - 八男：忻穆王 朱見治
- 側室：恵妃王氏
  - 四男：許悼王 朱見淳
  - 三女：嘉善公主
- 側室：淑妃高氏
  - 五男：秀懐王 朱見澍
  - 八女：隆慶公主
- 側室：徳妃魏氏
  - 九男：徽荘王 朱見沛
  - 七女：宜興公主
  - 十一女 - 夭折
- 側室：順妃樊氏
  - 十女 - 夭折
- 側室：安妃楊氏
  - 五女：崇徳公主
- 側室：麗妃劉氏
  - 九女：嘉祥公主
- ほか多数
  - 賢妃王氏、敬妃劉氏、昭妃武氏、和妃宮氏、恭妃劉氏、賢妃李氏、荘妃趙氏、成妃張氏、充妃余氏、麗妃陳氏、貞妃王氏

## 伝記
- 川越泰博『モンゴルに拉致された中国皇帝 明 英宗の数奇なる運命』（研文出版〈研文選書88〉）
- 趙毅、羅冬陽，《明英宗傳》，北京市，人民出版社，2019年7月。

## 登場作品
映画
- 神機箭（シンギジョン）（2008年、韓国、演：キム・ミョングク）
- 龍門剣破（2020年、中国、演：潘暁輝）

テレビドラマ
- 王の後宮（2013年、中国、演：周浩東）
- 女医明妃伝〜雪の日の誓い〜（2016年、中国、演：ウォレス・フォ）
- 大明皇妃 -Empress of the Ming-（2019年、中国、演：チャン・イーシン／EXOレイ）